# Mauer

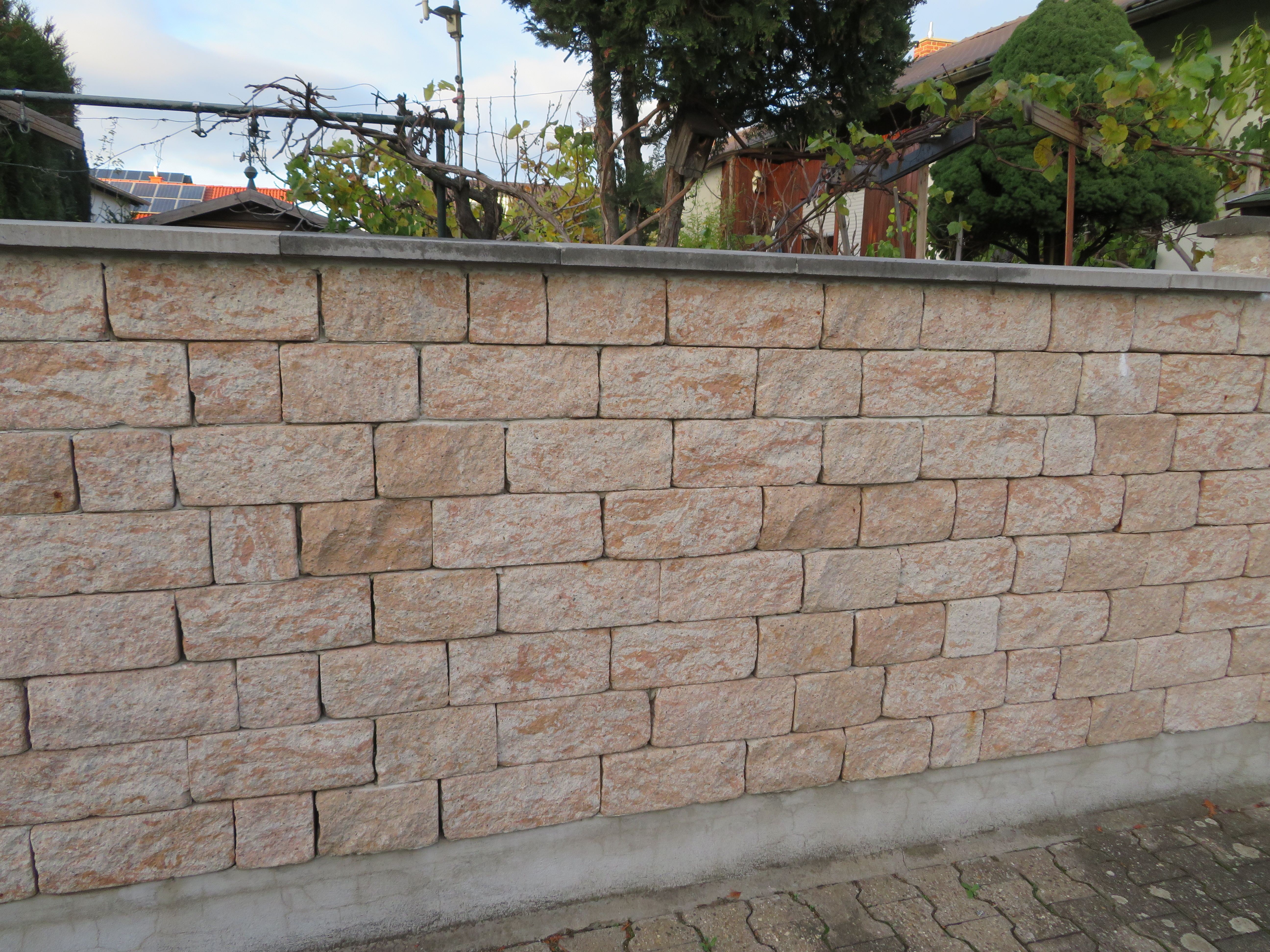
Aus quaderförmig behauenen Natursteinen geschichtete Trockenmauer auf einem Sockel und mit einer Abdeckplatte

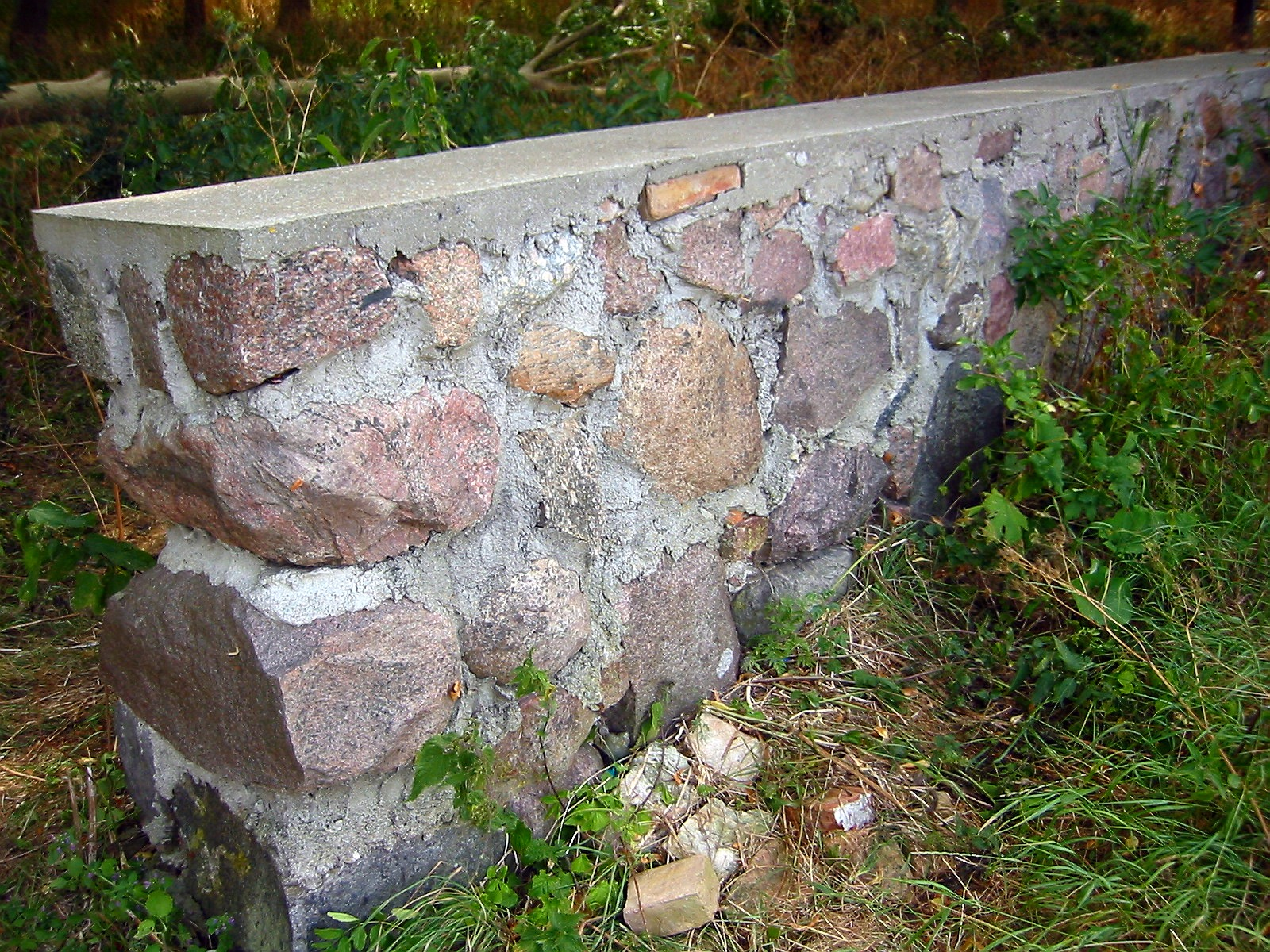
Mauer aus vermörtelten Bruchsteinen, oben abgedeckt mit einer abgezogenen Mörtelschicht

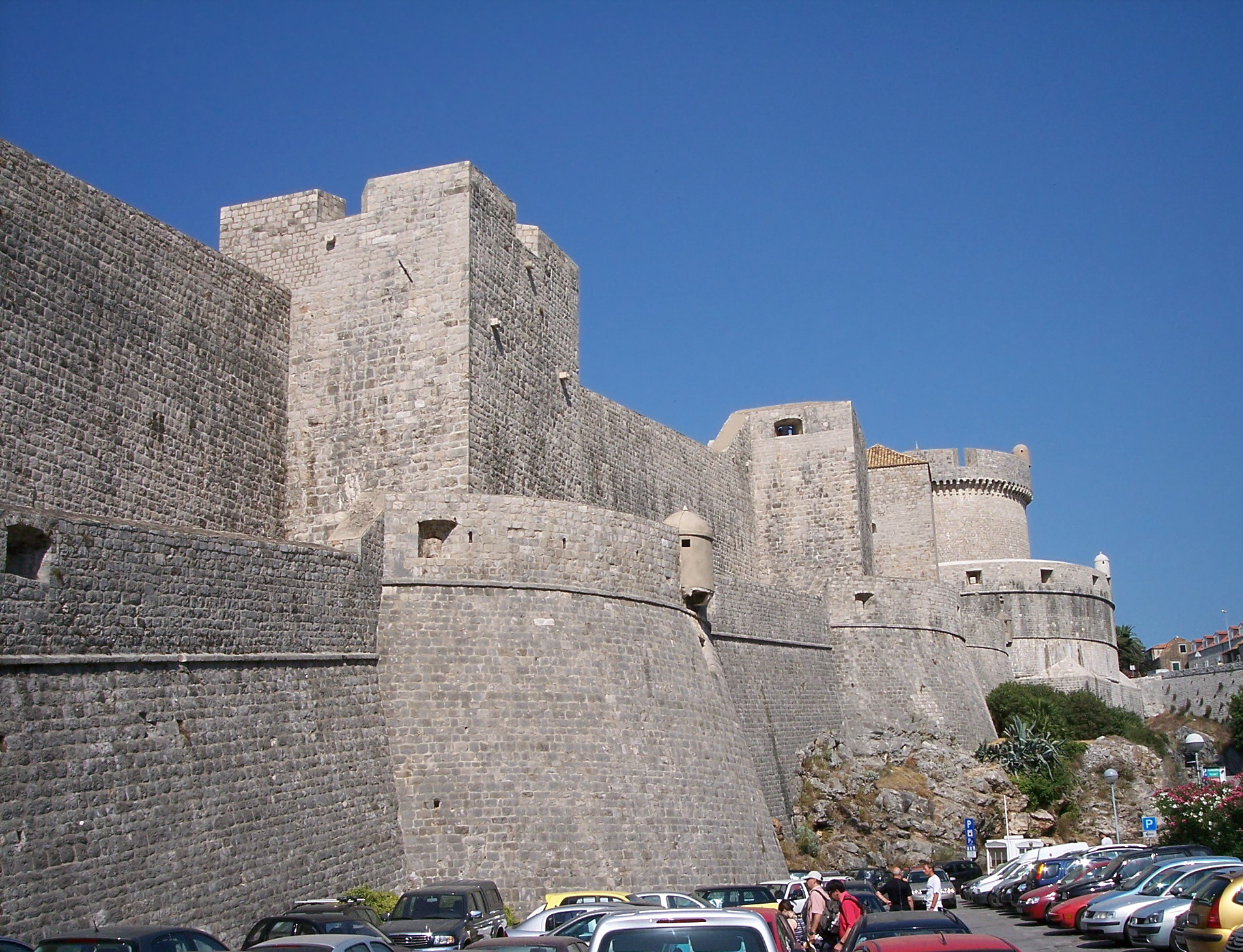
Stadtmauer von Dubrovnik

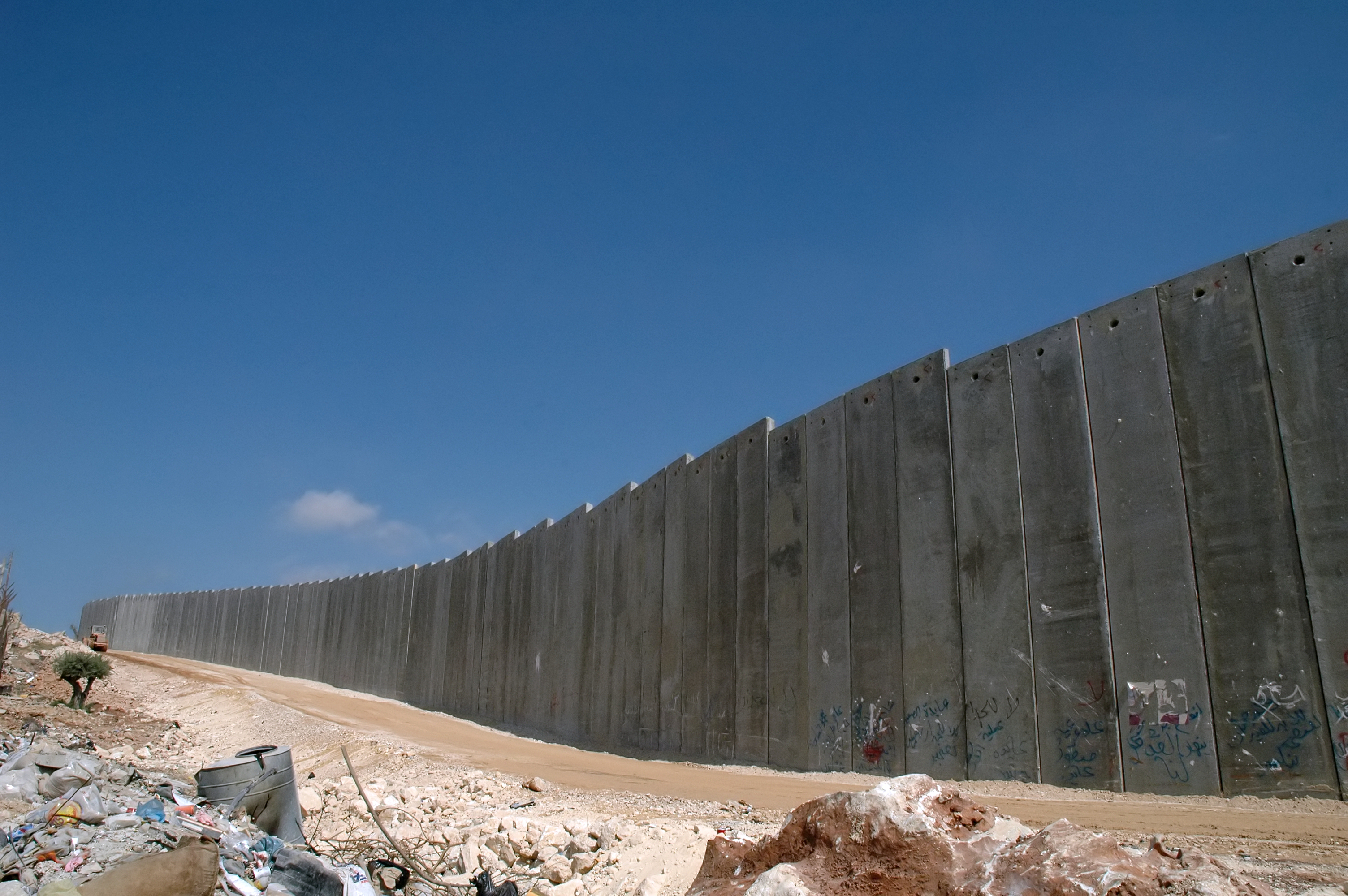
Grenzmauer (Israel / Palästina)

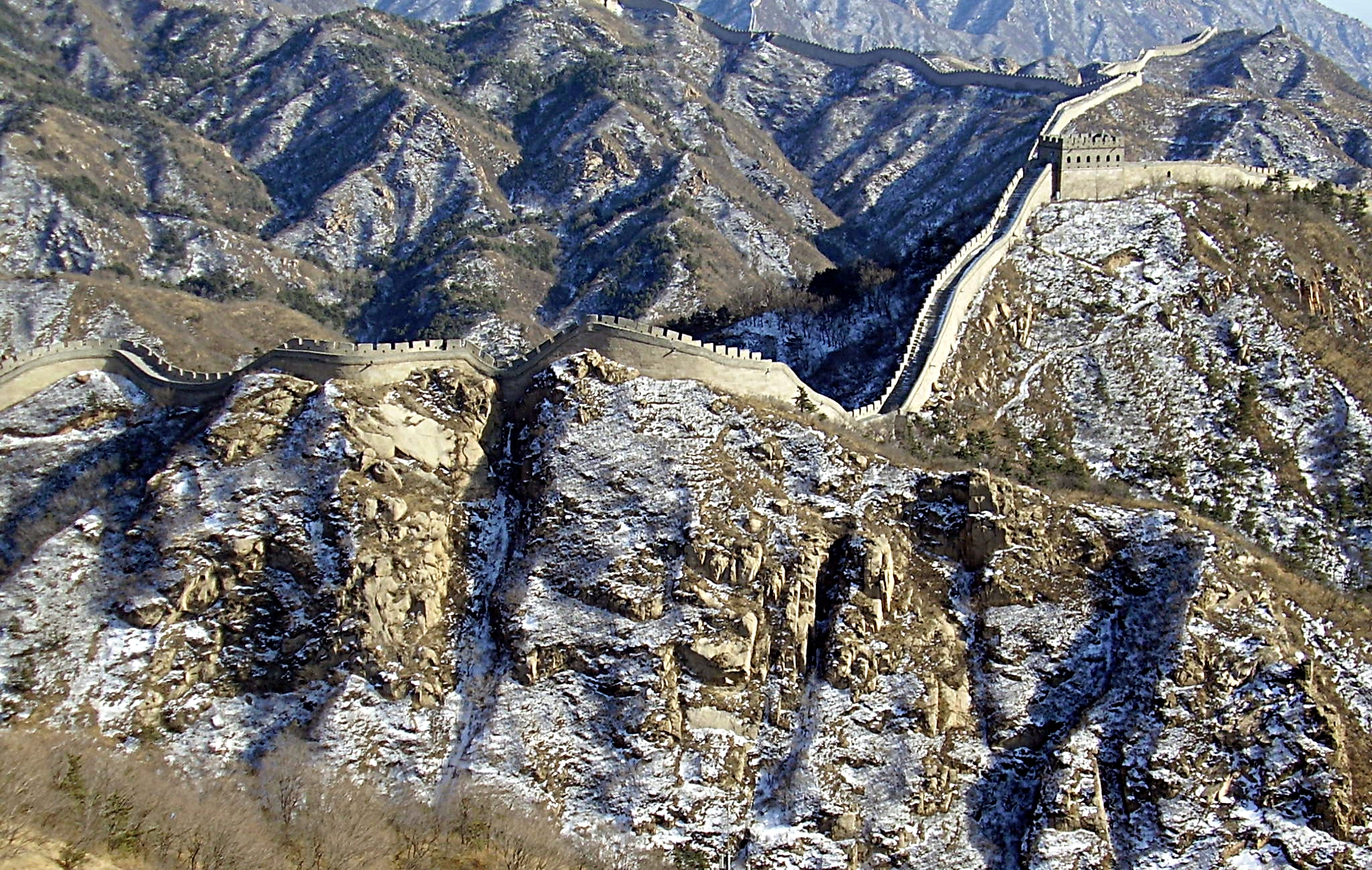
Chinesische Mauer

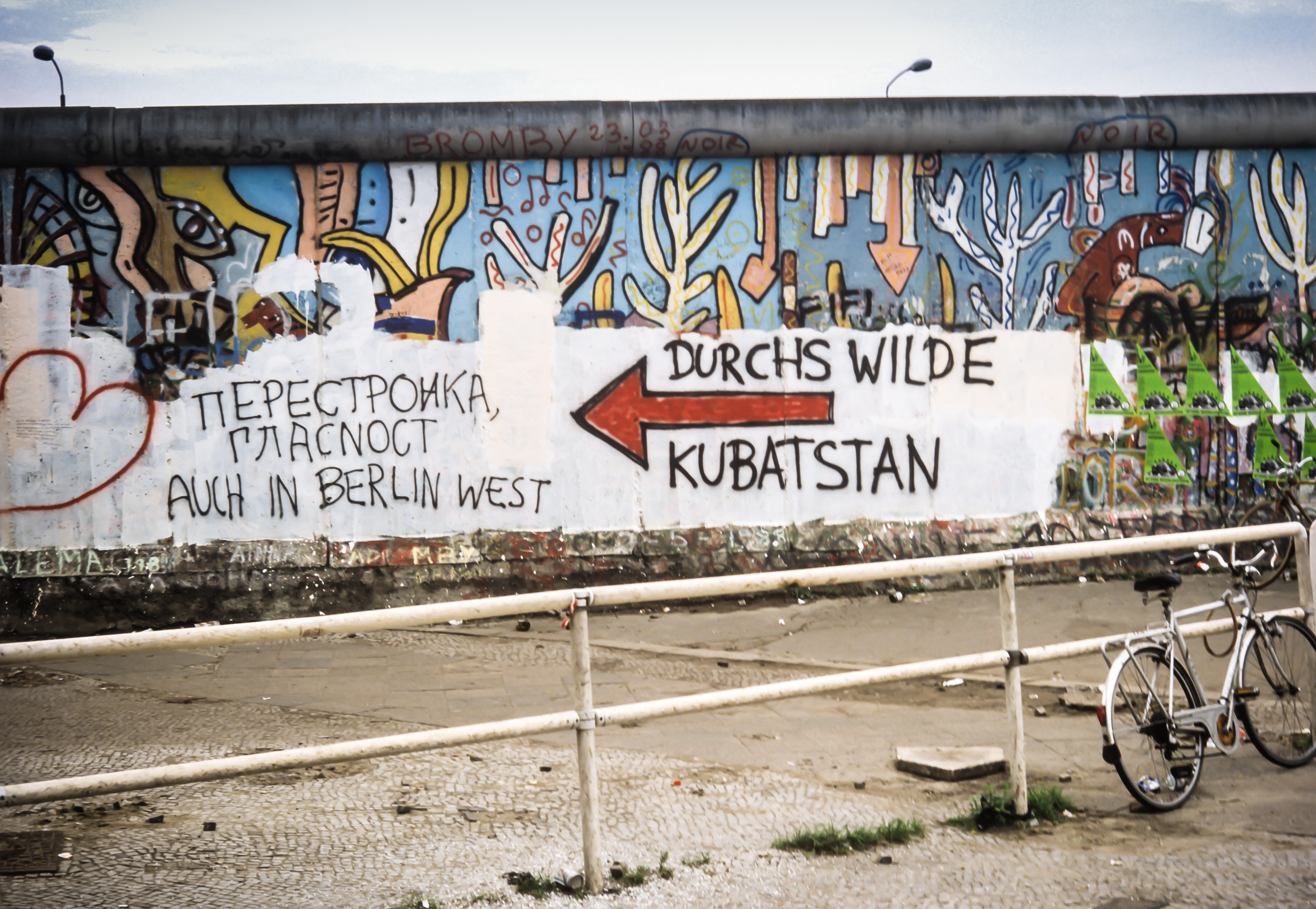
Berliner Mauer (1988)

Eine Mauer (von althochdeutsch mūra, mūri, entlehnt von gleichbedeutend lateinisch mūrus) ist eine massive Wand aus Mauerwerk. Traditionell werden Mauern von Maurern erstellt.
Die untere Begrenzung einer Mauer (bzw. des sie tragenden Mauerfundaments) wird Sohle, die obere Krone genannt, oft bedeckt mit einer Mauerabdeckung.

## Begriff
Umgangssprachlich wird mit dem Begriff Mauer meist jedes freistehendes und flächiges Bauwerk bezeichnet. In seiner üblichen Bedeutung als einer aus Steinen und Mörtel errichteten Wand wurde das Wort in der Zeit entlehnt, als germanische Stämme die römische Steinbautechnik kennenlernten, und ist daher – wie viele andere Begriffe des Bauwesens auch – lateinischen Ursprungs. Ihre Entsprechung bei den Germanen war die geflochtene und lehmverschmierte Wand. Von dem Wort Wand ist dann auch das Genus auf Mauer übertragen worden.
Umgangssprachlich werden die Begriffe Mauer und Wand oft synonym verwendet. Fachlich ist das jedoch falsch. Heute werden mit ähnlicher Funktion häufig Wände aus Stahlbeton erstellt, als nichttragende Innenwände auch in Trockenbauweise. Ihre Fertigung geschieht nicht durch Zusammenfügen von Steinen, sondern durch Gießen von Beton in eine Schalung. Auch Grenzwände bzw. Wände und Befestigungsanlagen zur Stadt- und Landesverteidigung bzw. zur Verhinderung von Flucht werden umgangssprachlich als Mauer bezeichnet, auch wenn sie nicht gemauert sind (Beispiele: Stadtmauern, Berliner Mauer).

## Funktionen
Mauern haben die Funktion, Bereiche räumlich zu trennen bzw. zu begrenzen (→ Einfriedung). Menschen bauen Mauern, um sich zu schützen. Sie sollen das Eigene bewahren und die Zugehörigkeit räumlich definieren. Jede Mauer kann damit immer auch als ein Postulat des „Wir“ gegen die „Anderen“ verstanden werden: Mauern trennen. Die Schutz-Funktion kann sehr vielfältig sein: Windschutz, Sichtschutz, Schutz vor Flucht, Schutz vor dem unerlaubte Eindringen, Schutz vor Gewalt, Schutz vor Tieren, Schutz vor Hochwasser oder anderen Naturgewalten usw.
Als Teil der Gebäudehülle eines Gebäudes bieten Mauern auch Schutz gegen ungewollte Klimaeinflüsse wie Kälte oder Hitze. Zusätzlich können Mauern (insbesondere in Gebäuden) auch eine tragende Funktion für das Gesamtbauwerk haben, d. h. tragende Bauteile sein und so zur Tragstruktur eines Bauwerks gehören.
Beispiele:
- Gefängnismauern: Umwehrung zur Außensicherung von Justizvollzugsanstalten
- Grenzmauer, Kordon, Wehrmauer: Vor der Erfindung der Artillerie waren Burgen und viele Städte durch mit Zinnen und Türmen versehene Schutzmauern bewehrt. Da diese heute für eine Verteidigung keine Bedeutung mehr haben, sind die Städte über ihre Stadtmauern hinaus gewachsen, viele wurden dabei geschleift. Historische Stadtmauern sind zum Beispiel die Aurelianische Mauer oder Servianische Mauer in Rom
- Staumauer, um Flüsse oder Seen aufzustauen
- Stütz- oder Abfangmauern dienen dazu, Gelände abzutreppen oder steile Böschungen abzufangen
- Schutzmauer wie Strahlenschutzmauern als industrielle Strahlensterilisatoren oder Splitterschutzmauern, z. B. zwischen Transformatorblöcken
- moderne Grenzmauern, die Aus- oder Einwanderung be-/verhindern sollen
- Sichtschutz vor unerwünschten Einblicken

## Material
Mauerwerk ist ein Gefügewerkstoff, der aus Mauersteinen und Mauermörtel hergestellt wird. Aufgeschichtete Mauern ohne Verwendung von Mörtel stellen eine Sonderbauform dar und werden Trockenmauern genannt. Die Mindestanforderungen an die mechanischen Eigenschaften, die Qualität sowie die Güteüberwachung der Baustoffe Stein und Mörtel sind in Europa in zahlreichen Baustoffnormen geregelt. Mauersteine werden nach künstlich hergestellten Steinen und Natursteinen unterschieden. Künstlich hergestellte Mauersteine werden nach ihren Ausgangsstoffen eingeteilt. Natursteine kommen im modernen Bauwesen meistens bei der Instandsetzung von Natursteinmauerwerk und nur selten bei Neubauten zum Einsatz. Es werden alle in der Natur vorkommenden Gesteinsarten, die über eine ausreichende Mindestdruckfestigkeit verfügen sowie keine Struktur- und Verwitterungsschäden aufweisen, verwendet. Mauern können aus regelmäßigen oder unregelmäßigen Schichten von Steinen bestehen, aber auch wild durcheinander aufgetürmt werden, so dass sich keine durchgehenden Schichten ergeben. Während die Natursteine nur in der Mauerwerkbemessungsnormen der DIN EN 1996 Eurocode 6: Bemessung und Konstruktion von Mauerwerksbauten geregelt sind, werden die Anforderungen an künstlich hergestellte Mauersteine in verschiedenen Baustoffnormen beschrieben. So sind Keramikklinker als Teilgebiet der Mauerziegel zum Beispiel in der DIN 105-4 genormt.
Aus Pflegegründen kann eine Mauertrockenlegung notwendig sein.

## Bekannte Mauern
- Berliner Mauer, als Teil von dem Grenzbefestigungssystem der DDR während der Teilung Deutschlands vom Jahr 1961 bis 1990
- Chinesische Mauer, chinesische Grenzbefestigung, seit dem 5. Jh. v. Chr., längstes Bauwerk der Welt
- Hadrianswall und Raetischer Limes, römischer Grenzwall, Baubeginn 122 n. Chr.
- Klagemauer in der Altstadt von Jerusalem, bedeutendstes Heiligtum des Judentums.
- Limes, als Teil von dem Grenzbefestigungssystem der Römer
- Mauern von Babylon, eines der Sieben Weltwunder, um 600 v. Chr. fertiggestellt
- Teile der Israelischen Sperranlagen im Westjordanland
- Stadtmauern von Jericho, biblischer Mythos
- Theodosianische Mauer von Konstantinopel, seit dem 5. Jh.
- Türkisch-syrische Grenzmauer
- US-amerikanisch-mexikanische Grenzmauer